# Collsacreu
Collsacreu – miejscowość w Hiszpanii, w Katalonii, w prowincji Barcelona, w comarce Maresme, w gminie Arenys de Munt.
Według danych INE w 2020 roku liczyła 178 mieszkańców – 91 mężczyzn i 87 kobiet. 